# Bordásnyelű papsapkagomba
A bordásnyelű papsapkagomba (Helvella costifera) a papsapkagombafélék családjába tartozó, Eurázsiában és Amerikában honos, nem ehető gombafaj. 

## Megjelenése

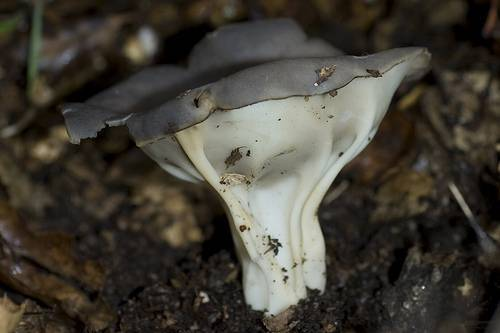

A bordásnyelű papsapkagomba termőteste 4-10 cm széles, alakja serlegre vagy csészére emlékeztet, gyakran szabálytalan. Színe hamuszürke, szürkésbarna. A világosabb külső oldalán elágazó, vastag, kiemelkedő, lekerekített, hosszan felfutó, fehéres bordák láthatóak. 
A csésze alatt rövid, összehúzott, fehéres tönkszerű rész található. 
Húsa fehéres, az aljában szívós. Szaga és íze nem jellegzetes.
A termőréteg a kehely belső oldalát béleli, ahol tömlőszerű fonalvégekben keletkeznek a spórák. Az érett tömlők a gomba gyenge érintésére is szétrepedeznek, és a spórákat fehér füsthöz hasonlóan viszi a szél. A spórák elliptikusak, simák, egy központi nagy olajcseppel; méretük 14,5-20 x 9,5-12,5 µm. 

### Hasonló fajok
Az inkább sárgásbarna bordás serleggombával, esetleg a nem bordás csészéjű sima papsapkagombával lehet összetéveszteni. Egyikük sem ehető.  

## Elterjedése és termőhelye
Eurázsiában és Észak-Amerikában honos. Magyarországon ritka.
Meszes, homokos talajú lomb- és fenyőerdőben található meg egyesével vagy kis csoportokban. Májustól szeptemberig terem.
Fogyasztásra nem alkalmas. 